# Ренци, Никола
Никола Ренци (итал. Nicola Renzi; род. 18 июля 1979, Сан-Марино, Сан-Марино) — политический деятель Сан-Марино, государственный секретарь (министр) иностранных дел и юстиции с декабря 2016 года по январь 2020. Бывший капитан-регент Сан-Марино с 1 октября 2015 года по 1 апреля 2016 года.

## Биография
Никола Ренци родился в июле 1979 года в столице Сан-Марино. В Италии окончил Болонский университет. Преподаёт латынь в местном лицее.
От центристской партии Народный альянс в 2012 году был избран в Большой генеральный совет Сан-Марино. В сентябре 2015 года он был избран на пост капитан-регента совместно с Лореллой Стефанелли на срок с 1 октября 2015 года до 1 апреля 2016 года.

## Факты
- Никола Ренци в бытность капитан-регента был одним из самых молодых руководителей глав государств и правительств в мире.